# Miguel María Lasa
Miguel María Lasa Urquía (født 4. november 1947 i Oiartzun) er en tidligere spansk landevejscykelrytter. Han vandt fire etaper i Vuelta a España og pointkonkurrencen i 1975. Han er også sluttet på podiet i Vuelta a España fire gange (1972, 1974, 1975, 1977). Han har også vundet to etaper i Tour de France og tre etaper i Giro d'Italia.

## Eksterne links
- Profil på cykelsiderne.net Arkiveret 13. februar 2022 hos  Wayback Machine
- Profil på cyclebase.nl

| Cykling | Spire Denne biografi om en spansk cykelrytter er en spire som bør udbygges. Du er velkommen til at hjælpe Wikipedia ved at udvide den. |